# 皮内 (奥布省)
皮内（法語：Piney，法語發音：[pinɛ]）是法国奥布省的一个市镇，位于该省东部，属于特鲁瓦区。

## 地理
皮内（48°21'47"N, 4°19'58"E）面积70.98 平方千米，位于法国大東部大區奥布省，该省份为法国中北部省份，北起马恩省，西接塞纳-马恩省，西南至约讷省，东南至科多尔省，东临上马恩省。
与皮内接壤的市镇（或旧市镇、城区）包括：阿芒斯、瓦勒多宗、布雷沃讷、热罗多、梅尼勒圣佩尔、翁容、拉东维利耶、鲁伊-萨塞、巴尔斯河畔旺德夫尔、谢讷新城。
皮内的时区为UTC+01:00、UTC+02:00（夏令时）。

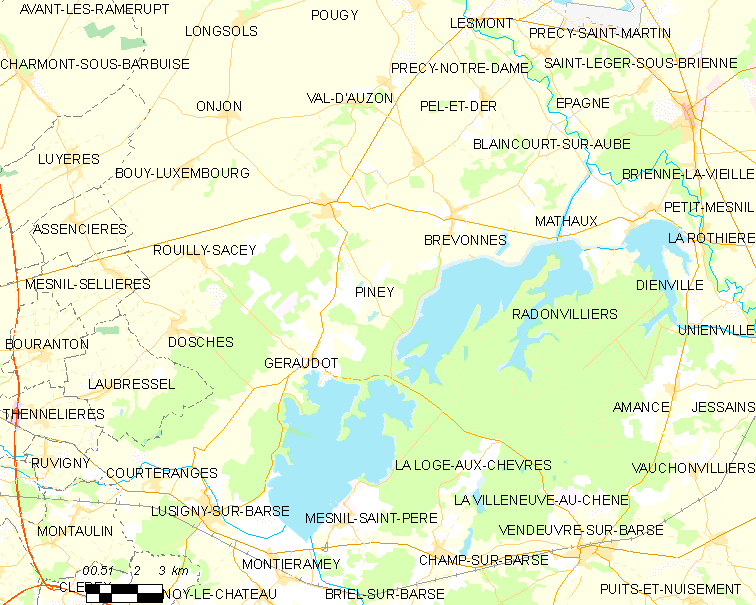
皮内的OSM定位图

## 行政
皮内的邮政编码为10220，INSEE市镇编码为10287。

## 政治
皮内所属的省级选区为布列讷堡县。

## 交通
奥布省省道D1线、D11线、D43线、D50线、D79线、D80线、D80A线、D126线、D200线和D960线经过皮内境内。
奥布省城际客运提供前往特鲁瓦的大巴车。

## 人口

1962-2008年间皮内人口变化图示

皮内于2022年1月1日时的人口数量为1417人。